# Santa Maria del Carmine e Sant'Antonio
Santa Maria del Carmine e Sant'Antonio era uma pequena capela devocional que ficava localizada na Via della Pedacchia, no rione Campitelli de Roma. Era dedicada a Nossa Senhora do Carmo e a Santo Antônio de Pádua.

## História
Esta capela foi construída no final do século XVIII ou no início do século seguinte. No interior havia uma pintura de Nossa Senhora do Carmo e uma outra, menor, de Santo Antônio e Santa Filomena. Entre 1885 e 1911, o Monumento a Vittorio Emanuele foi construído em homenagem ao rei Vittorio Emanuele II. Nas décadas seguintes, grandes porções dos quarteirões vizinhos foram integralmente demolidos, incluindo igrejas, palácios, praças e ruas. Como muitas outras, ela foi demolida na segunda metade da década de 1880. Suas pinturas foram adquiridas pela família Lugari, que residia nas imediações.

## Descrição
A Via della Pedacchi era uma rua medieval que começava no canto sudeste da Piazza di San Marco, seguia para o sul, sudoeste e oeste até chegar na antiga praça com uma fonte no meio que hoje está sob a Via di San Venanzio. O local exato da igreja está hoje sob a Via del Teatro di Marcello, a oeste do Vittoriano perto da Piazza Venezia. A igreja não aparece no Mapa de Nolli (1748) e a própria devoção a Santa Filomena já indica uma data de fundação no século XIX.